# Anisoplia
Ку́зьки (Anisoplia) — рід комах родини пластинчатовусих.
Довжина дорослої комахи — 9-11 мм. Тіло овальне, опукле, зверху трохи сплощене, кінцівки міцні, потовщені. Забарвлення неяскраве, загалом чорне з бронзовим або зеленим відливом. Надкрила буро-жовті, червоно-бурі, чорні, жовті або бурі з чорним малюнком.

## Цікаві факти
Один жук кузька хлібний (Anisoplia austriaca) з'їдає за життя 7-8 г. зерна, знищуючи 9-10 колосків. 64 кг (215 000 штук) жуків-кузьок здатні знищити врожай на гектарі ярої пшениці. Перші офіційні відомості про шкідливість хлібних жуків відносяться до 1794 р. У 1878 році харківське губернське земство витратило на боротьбу з хлібними жуками 200 000 рублів.

## Види
- Anisoplia agricola (Poda, 1761)
- Anisoplia andreae (Baraud, 1991)
- Anisoplia aprica (Erichson, 1847)
- Anisoplia armeniaca (Kraatz, 1883)
- Anisoplia austriaca (Herbst, 1783)
- Anisoplia babylonica (Petrovitz, 1973)
- Anisoplia baetica (Erichson, 1847)
- Anisoplia brenskei (Reitter, 1889)
- Anisoplia bromicola (Germar, 1817)
- Anisoplia bulgarica (Apfelbeck, 1909)
- Anisoplia bureschi (Zacharieva-Stoilova, 1958)
- Anisoplia campicola (Ménétriès, 1832)
- Anisoplia depressa (Erichson, 1847)
- Anisoplia deserticola (Fischer von Waldheim, 1824)
- Anisoplia dispar (Erichson, 1847)
- Anisoplia erichsoni (Reitter, 1883)
- Anisoplia faldermanni (Reitter, 1883)
- Anisoplia ferruginipes (Pic, 1901)
- Anisoplia flavipennis (Brullé, 1832)
- Anisoplia hebes (Reitter, 1903)
- Anisoplia hebrothracica (Král, 1996)
- Anisoplia imitatrix (Apfelbeck, 1909)
- Anisoplia insolita (Baraud, 1991)
- Anisoplia lanuginosa (Erichson, 1847)
- Anisoplia lata (Erichson, 1847)
- Anisoplia monticola (Erichson, 1847)
- Anisoplia noahi (Petrovitz, 1973)
- Anisoplia parva (Kraatz, 1883)
- Anisoplia phoenissa (Zaitev, 1917)
- Anisoplia pubipennis (Blanchard, 1850)
- Anisoplia pumila (Marseul, 1878)
- Anisoplia remota Reitter, 1889
- Anisoplia sabatinellii (Baraud, 1991)
- Anisoplia signata (Faldermann, 1835)
- Anisoplia taocha (Zaitzev, 1917)
- Anisoplia tempestiva (Erichson, 1847)
- Anisoplia tenebralis (Burmeister, 1844)
- Anisoplia thessalica (Reitter, 1889)
- Anisoplia tritici (Burmeister, 1855)
- Anisoplia villosa (Goeze, 1777)
- Anisoplia zwickii (Fischer von Waldheim, 1824)